# VQF
VQF ( Transform-domain Weighted Interleave Vector Quantization ou TwinVQ ) é um formato de compressão de audio proprietário da YAMAHA.  O principal argumento de seus defensores, é o tamanho final dos arquivos ser menor que o de um arquivo MP3 de qualidade similar, devido à alta taxa de compressão do formato VQF. 
Na prática, arquivos VQF são cerca de 30% menores que arquivos MP3 codificados à taxa de bits de 128kbps. Numa comparação, uma música de 5 minutos em um CD de áudio, ao ser codificada para WAV, atinge cerca de 50 MB.  
Um arquivo MP3 , com 128 kbps e 44 kHz, terá cerca de 4.5 MB. 
Um arquivo VQF, em 44 kHz, e 96 kbps (um 80 kbps VQF cuja qualidade, segundo seus defensores, é praticamente a mesma que a de um MP3 a 128 kbps), terá cerca de 3.5 MB.
À época que foi criado, a maior barreira para sua difusão e popularidade, era o uso mais intenso das CPUs de então; o que fazia que o  VQF, apresentasse um maior tempo para codificação quando comparado ao MP3.